# San Salvador (Bahamas)
San Salvador, conocida también como Isla Watling (inglés: Watling Island), es una de las islas que integran el archipiélago de las Bahamas. Se cree que San Salvador es Guanahani, la isla en la que desembarcó Cristóbal Colón el 12 de octubre de 1492.  
Su principal centro habitado es Cockburn Town, sede del gobierno local.

## Historia
Las Bahamas fueron reclamadas por Cristóbal Colón y puestas bajo soberanía española, pero la región se infestó progresivamente de piratas, bucaneros y filibusteros, la mayoría ingleses. Es por esto que el Reino Unido reclamó su soberanía a comienzos del siglo XVII, y aunque fueron retomadas por tropas españolas, más tarde negociaron su posesión a cambio de otros territorios. Uno de los principales colonos ingleses de esta isla en particular fue John Watling (a veces referido como George Watling), del cual tomó su otro nombre.
En 1925 era otra isla, hoy llamada Isla Cat (Gato), la que llevaba el nombre "San Salvador". En 1926, el gobierno de las Bahamas se lo quitó para atribuirlo a la isla Watling, ante la creencia de que era más probable que Colón hubiera llegado a Watling que a la Isla Gato, entre otras cosas por las descripciones insertas en su diario.

## Turismo
San Salvador es un importante centro turístico debido a sus numerosas playas. La isla tiene gran cantidad de arrecifes que permiten observar con gafas y tubos de buceo una gran variedad de especies de peces.
El Centro de Investigaciones Gerace (Gerace Research Center), antes Estación de Campo Bahamas, se encuentra en la zona norte, en la costa de Puerto de Graham (Graham's Harbour). Cientos de estudiantes e investigadores utilizan la estación cada año como base para el estudio de mares tropicales en las áreas de geología, biología y arqueología.